# Grote Gust

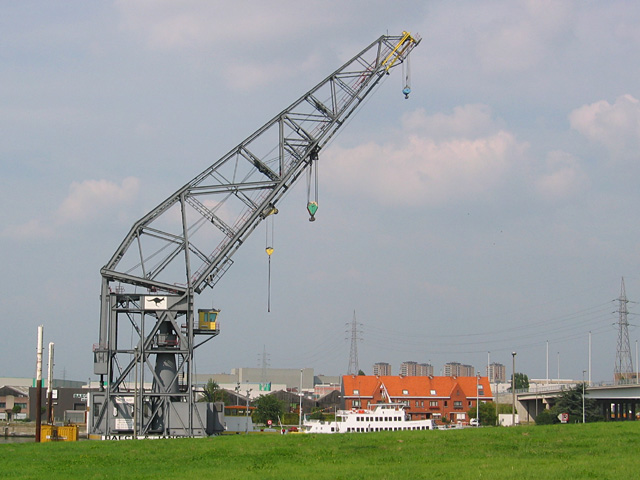
Grote Gust in betere tijden

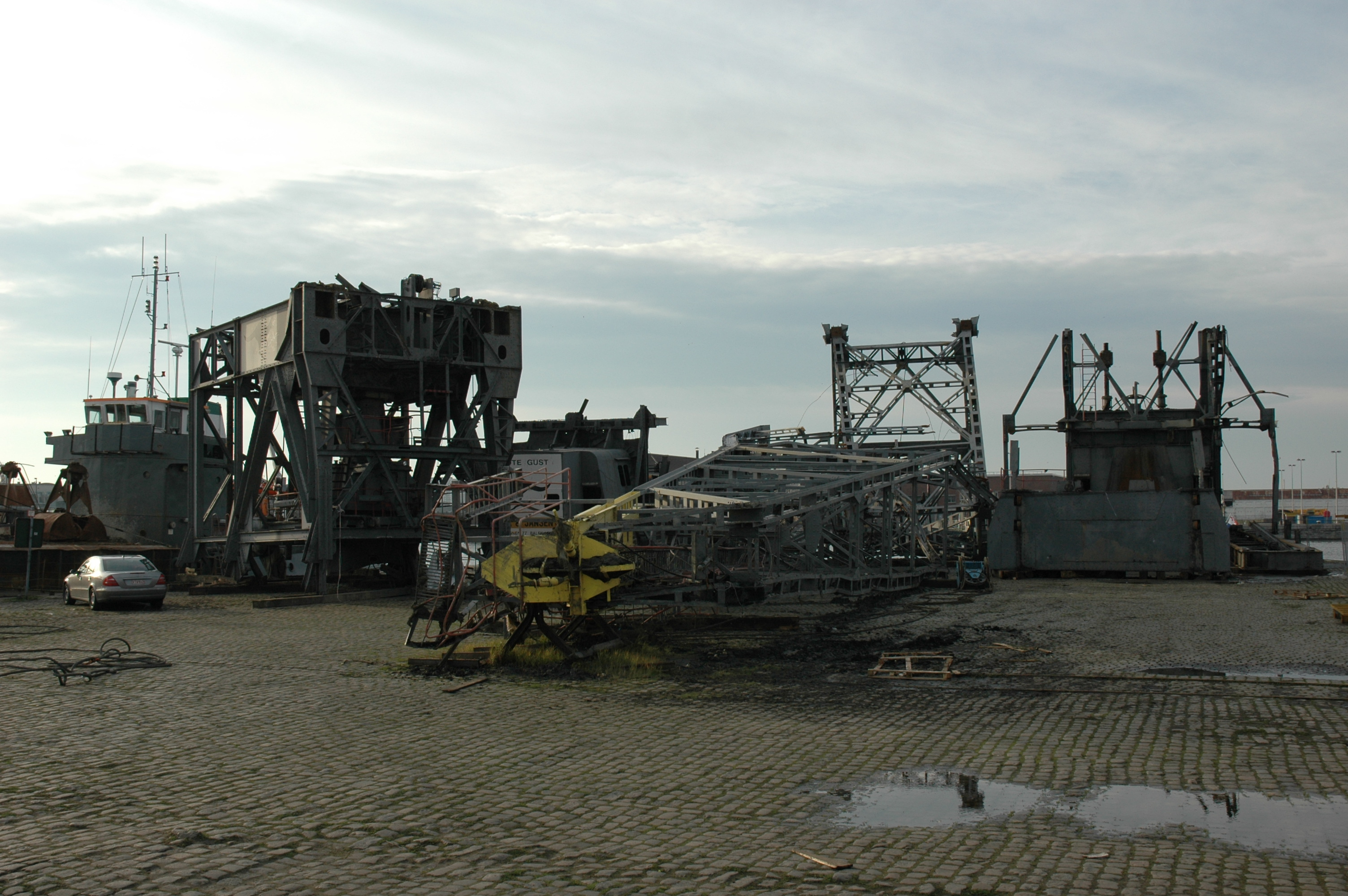
Schroot van Grote Gust

Grote Gust was een vlotkraan in de haven van Antwerpen.
De originele Grote Gust werd gebouwd in 1915 en kwam in 1922 aan in Antwerpen. Officieel Vlotkraan 1 van de Stad Antwerpen was hij, met een capaciteit van 150 ton, een van de grootste vlotkranen in Europa. De naam van de fabrikant, de Werf Gusto in Schiedam, stond prominent op de kraan geschilderd, wat hem de bijnaam "Grote Gust" opleverde.
In 1940 werd de kraan door het Britse leger tot zinken gebracht om de Royerssluis onbruikbaar te maken voor het oprukkende Duitse leger. Na de Tweede Wereldoorlog besloot het stadsbestuur een nieuwe gelijkaardige kraan te laten bouwen door Gusto. Die werd in op 12 mei 1947 besteld voor 1.970.000 gulden (ongeveer 900.000 euro). De kraan werd in 1950 opgeleverd, en erfde de naam van zijn voorganger. De eindfactuur zou 2.258.921 gulden bedragen.
In 1981 werd de tweede Vlotkraan 1 vervangen door het hijsbok "Brabo" die 800 ton aankon. De firma Baeck & Jansen kocht Grote Gust van de Stad en renoveerde hem.
Grote Gust raakte op 9 november 2006 in moeilijkheden. Na het uithijsen van de sluisdeuren van de Kattendijksluis, kantelde de kraan achterover. Een bemanningslid van een bij de actie betrokken sleepboot, die op de ponton stond, viel in het water en werd met onderkoelingsverschijnselen naar het ziekenhuis gebracht. De kraan raakte zwaar beschadigd en er werd besloten geen poging tot heroprichting te doen, maar de kraan te verschroten.